# آیهان گوچلو
آیهان گوچلو (انگلیسی: Ayhan Güçlü؛ زادهٔ ۲۸ مارس ۱۹۹۰) بازیکن فوتبال اهل ترکیه است.
از باشگاه‌هایی که در آن بازی کرده‌است می‌توان به ای‌اف‌سی توبیز اشاره کرد.
وی همچنین در تیم‌های ملی فوتبال جوانان ترکیه و Turkey national under-19 football team بازی کرده‌است.